# London (ancienne circonscription fédérale)
Pour les articles homonymes, voir London.
London fut une circonscription électorale fédérale de l'Ontario, représentée de 1867 à 1968.
C'est l'Acte de l'Amérique du Nord britannique de 1867 qui créa le district électoral de London. Abolie en 1966, la circonscription fut redistribuée parmi London-Ouest et London-Est.

## Géographie
En 1867, la circonscription de London comprenait:
- Le cité de London

En 1924, elle comprenait une partie de la cité de London délimitée par Adelaide Street, Oxford Street, la zone de Wolsey Barracks, Middleton Avenue, Glasgow Street, Lorne Avenue, Burbrook Place, Dundas Street, Swinyard Street, Pine Street, Elm Street, Trafalgar Street, Berveley Street, Wellington Street et la rivière Thames. 

## Députés
1. 1867-1874 — John Carling, L-C
2. 1874-1875 — John Walker, PLC
3. 1875-1878 — James Harshaw Fraser, L-C
4. 1878-1891 — John Carling, L-C (2)
5. 1891-1892 — Charles Smith Hyman, PLC
6. 1892-1896 — John Carling, L-C (3)
7. 1896-1900 — Thomas Beattie, CON
8. 1900-1907 — Charles Smith Hyman, PLC (2)
9. 1907-1915 — Thomas Beattie, CON (2)
10. 1915-1917 — William Gray, CON
11. 1917-1921 — Hume Cronyn, CON
12. 1921-1935 — John Franklin White, CON
13. 1935-1938 — Frederick Cronyn Betts, CON
14. 1938-1940 — Robert James Manion, CON
15. 1940-1945 — Joseph Allan Johnson, PLC
16. 1945-1949 — Park A. Manross, PC
17. 1949-1953 — Alex Jeffery, PLC
18. 1953-1957 — Robert Weld Mitchell, PC
19. 1957-1963 — George Ernest Halpenny, PC
20. 1963-1968 — Jack Irvine, PC

- CON = Parti conservateur du Canada (ancien)
- PC = Parti progressiste-conservateur
- PLC = Parti libéral du Canada